# 西海公主
西海公主（?—?），中国南北朝北魏公主，她的父母史书没有记载。
嫁给柔然可汗吴提，柔然可汗大檀部落衰弱，发疾而死，子吴提立，号敕连（神圣）可汗。神䴥四年（431年），吴提遣使朝献北魏。延和三年（434年）二月，魏太武帝以吴提尚西海公主，又遣使纳吴提妹为夫人，进为左昭仪，即南安王拓跋余的母亲。

## 相关影视
- 2013年《花木兰传奇》王鸥饰演西海公主（茯苓）